# Масперо, Анри
Анри Поль Гастон Масперо (фр. Henri Paul Gaston Maspero; 15 декабря 1883 года — 17 марта 1945 года) — французский синолог, профессор. Внёс вклад в различные темы научных исследований Восточной Азии. Наиболее известен как первый европейский исследователь даосизма.

## Биография
Анри Масперо родился 15 декабря 1883 года в Париже. Его отец, Гастон Масперо, был известным французским египтологом. Семья имела итальянские и еврейские корни. После получения образования по истории и литературе, Анри Масперо в 1905 году присоединился к отцу, работавшему в Египте и позднее опубликовал исследование Les Finances de l’Egypte sous les Lagides. После возвращения в 1907 году в Париж изучал китайский язык под руководством Эдуарда Шаванна и право в Национальном институте восточных языков и цивилизаций. В 1908 году он отправился в Ханой, чтобы продолжить обучение в Французском институте Дальнего Востока.
В 1918 году сменил Эдуарда Шаванна на посту главы кафедры китайского языка в Коллеж де Франс. В 1927 году опубликовал монументальный труд La Chine Antique. В последующие годы занял место Марселя Гранэ во главе кафедры китайской цивилизации в Сорбонне, руководил отделом китайских религий в Практической школе высших исследований, был избран членом Академии надписей и изящной словесности.
26 июля 1944 года Масперо и его жена, находившиеся в оккупированном Париже, были арестованы из-за участия их сына во французском сопротивлении. Масперо оказался в концентрационном лагере Бухенвальд, где через полгода жизни в невыносимых условиях скончался 17 марта 1945 в возрасте 61 года, всего за три недели до освобождения лагеря 3-й армией США.
Отец Франсуа Масперо.

#### Переводы на русский язык
- Масперо А. Даосизм / пер. с франц. В. Ю. Быстрова. — СПб.: Наука, 2007. — 294 с. — ISBN 978-5-02-026924-8.